# ケネディクス商業リート投資法人
ケネディクス商業リート投資法人（ケネディクスしょうぎょうリートとうしほうじん）は、かつて存在した投資法人（東証上場、J-REIT）。吸収合併され、KDX不動産投資法人となっている。

## 概要
ケネディクスがスポンサーのJ-REITであり、資産運用会社はケネディクス100%出資の「ケネディクス不動産投資顧問株式会社」であった。スポンサーに加えて、三井住友ファイナンス&リース、SMFLみらいパートナーズ、日本商業開発（現地主）、ピーアンドディコンサルティング及び伊藤忠商事がサポート会社として外部成長及び内部成長を支援している。
生活密着性の高い商業施設に重点投資する商業施設特化型リートであり、商業施設の底地や物流施設も投資対象としている。2020年12月25日現在で取得価格合計2,263億円、物件数64物件である。
2023年11月1日に同じくケネディクスがスポンサーのケネディクス・オフィス投資法人に吸収合併され消滅した。存続会社はKDX不動産投資法人に商号変更した。

## 沿革
- 2014年（平成26年）10月3日 - 本投資法人の設立。
- 2015年（平成27年）2月10日 - 東証に上場。
- 2023年（令和5年）
  - 10月30日 - 上場廃止。
  - 11月1日 - ケネディクス・レジデンシャル・ネクスト投資法人とともに、存続会社のケネディクス・オフィス投資法人に吸収合併され消滅。存続会社はKDX不動産投資法人に商号変更[1][2]。

## 保有物件
主な保有物件は以下の通り。
- ロゼオ水戸（茨城県）
- アシコタウンあしかが（栃木県）
- MONA新浦安（千葉県）
- ウニクス伊奈（埼玉県）
- ウニクス吉川（埼玉県）
- ゆめまち習志野台モール（千葉県）
- かわまち矢作モール（千葉県）
- もねの里モール（千葉県）
- パサージオ西新井（東京都）
- KDX調布ビル 商業棟（東京都）
- キテラタウン調布（東京都）
- キテラプラザ青葉台（神奈川県）
- アピタテラス横浜綱島（神奈川県）
- カルサ平塚（神奈川県）
- サンストリート浜北（静岡県）
- リソラ大府ショッピングテラス（愛知県）
- カリーノ江坂（大阪府）
- COMBOX光明池（大阪府）
- 羽曳が丘ショッピングセンター（大阪府）
- ブルメール舞多聞（兵庫県）
- ブルメールHAT神戸（兵庫県）
- メラード大開（兵庫県）
- 久留米西ショッピングセンター（福岡県）
- キテラタウン福岡長浜（福岡県）